# Joe Maca
Joseph André Maca (Brussel, 28 september 1920 – Massapequa, 13 juli 1982) was een Belgische voetbalspeler die op het WK 1950 in Brazilië speelde en scoorde voor het elftal van de Verenigde Staten .

## Levensloop
Maca was middenvelder bij La Forestoise en promoveerde in 1942 met die club naar de hoogste klasse. Tijdens de oorlog diende hij een jaar in het Belgisch leger en kwam hij uit voor de legerploeg. Nadien ging hij in het verzet.Hij speelde er 111 wedstrijden in Eerste Klasse en scoorde 1 doelpunt.
Na de oorlog degradeerde zijn club (1947) en zag hij weinig toekomst in het vernielde België. Hij emigreerde naar de VS, waar hij werkte als huisschilder en speelde voor de New York Hungarians. Na een jaar werd hij aangetrokken door Brooklyn Hispano, uitkomend in de American Soccer League. Hij was er een sterspeler en werd geselecteerd voor het ASL All-Star Team in 1949 en 1950.
Hoewel geen Amerikaans staatsburger, was een intentieverklaring voldoende om te worden opgenomen in de selectie voor het WK 1950. Na verlies tegen Spanje werd in een legendarische match 1-0 gewonnen van Engeland. De Haïtiaanse afwasser Joe Gaentjens maakte het doelpunt en Maca blonk uit op de linksback. De laatste match tegen Chili werd 5-2 verloren, al trapte Maca een penalty binnen.
Na de wereldbeker keerde het gezin Maca terug naar Brussel. Hij speelde voor White Star in 1950-51, maar keerde nog vóór het seizoenseinde terug naar de VS. Daar verkreeg hij in 1957 het staatsburgerschap en werd hij in 1976 opgenomen in de National Soccer Hall of Fame.
In 1982 ging Maca met zijn zoon Alain, ook een profspeler, kijken naar de openingswedstrijd van het WK 1982 in Spanje, België tegen Argentinië. Op de dag van de match kreeg hij een dodelijke hartaanval, waardoor hij de overwinning van zijn geboorteland niet meemaakte.